# Pseudoscepticisme
Pseudoscepticisme (pseudoskepticism) is een manier van denken die sceptisch lijkt te zijn, maar dat in werkelijkheid niet is. De term is met name bekend geworden en verder gepopulariseerd door het werk van Marcello Truzzi, die de door pseudosceptici ingenomen posities als eerder negatief en afwijzend dan agnostisch definieerde.

## Kenmerken van pseudoscepticisme
Volgens Truzzi onderscheidt pseudoscepticisme zich van echt scepticisme door de volgende vier kenmerken:
- Het veelvuldig gebruik van de drogreden dat onvoldoende overtuigend bewijs automatisch betekent dat een hypothese onwaar is.
- De neiging om een hypothese te ontkennen in plaats van te betwijfelen.
- De neiging om tegenstanders te ridiculiseren en aanvallen ad hominem in te zetten in plaats van te argumenteren en hun positie nader te onderzoeken.
- De houding dat de eigen stellingname evident is en dus geen verdere onderbouwing behoeft.